# Kim Gu
Kim Gu, Kim Koo (kor. 김구, ur. 29 sierpnia 1876 w Haeju, zm. 26 czerwca 1949 w Seulu) – koreański polityk i działacz niepodległościowy, prezydent Tymczasowego Rządu Korei. 